# NATURE RHYTHM
《NATURE RHYTHM》(네이처 리듬)은 1997년 8월 13일 발매한 V6의 2번째 정규 앨범이다.

## 설명
- V6의 2번째 정규 앨범. 음악장르를 좀 더 넓혀 스크래치라든지, 랩을 펑키하게 부르기 시작하였다.
- 그루브한 유로비트의 곡과 팝적인 곡, 이렇게 크게 나뉘고 있다.
- 싱글 발매 곡은 새롭게 믹스에서 수록하였다.
- 초회한정반에는 V6 사진이 프린팅 된 다이어리를 첨부하였다. 사진이 실려 있지 않은 다이어리 속지까지 포함하면, 총 100페이지이다. 멤버 코멘트뿐 아니라, 자필 사인도 실린 호화판이다. 스티커 사진은 개인 2장씩 들어 있고, 20th Century 3장, Coming Century 3장, 로고까지 포함 총19장이 들어 있다.

## 수록곡
1. DO IT
2. NATURE BOY
3. 愛なんだ（NEW ALBUM MIX）
4. GOAL/20th Century
5. MISS YOU TONIGHT/Coming Century
6. 微熱のWoman
7. Alone again/Junichi Okada&20th Century
8. TAKE ME HIGHER（NEW ALBUM MIX）
9. いま!!/Masayuki Sakamoto&Coming Century
10. GET ONLY YOU!
11. GOLDEN SEVENTIES YEARS
12. 本気がいっぱい（NEW ALBUM MIX）
13. I CAN
14. WAになっておどろう（NEW ALBUM MIX）